# Josef Mirschitzka
Josef Mirschitzka (13 gennaio 1914 – 4 giugno 1980) è stato un calciatore austriaco.